# هايلي جنسن
هايلي جنسن (7 أكتوبر 1992 بكرايستشرش في نيوزيلندا - ) (بالإنجليزية: Hayley Jensen) هي لاعبة كريكت نيوزلندية. شاركت مع منتخب نيوزيلندا الوطني للكريكت. أما مع النوادي، فقد لعبت مع Canterbury Magicians ‏.

## وصلات خارجية
- هايلي جنسن على موقع إي آس بي آن كريك إنفو (الإنجليزية)